# Grammy Award para Melhor Álbum de Dance ou Eletrônica
O Grammy Award para Melhor Álbum de Dance ou Eletrônica é uma das categorias da Grammy Awards, uma cerimónia estabelecida em 1958, e originalmente denominada como Gramophone Awards, que presenteia músicos por trabalhos com qualidade vocal e instrumental em álbuns do gênero dance music e eletrônica. As várias categorias são apresentadas anualmente pela National Academy of Recording Arts and Sciences dos Estados Unidos em "honra da realização artística, proficiência técnica e excelência global na indústria da gravação, sem ter em conta as vendas de álbuns ou posições nas tabelas musicais".
Inaugurada em 2005, a categoria foi chamada originalmente Best Electronic/Dance Album. Em 2012, em meio às reformulações no quadro de categorias da premiação, esta passou a chamar-se Best Dance/Electronica Album, retornando ao nome original em 2015. De acordo com a academia organizadora da premiação, o nome da categoria foi modificado visando uma maior inclusão de artistas e seus respectivos trabalhos nas indicações.
O primeiro vencedor da categoria foi Basement Jaxx em 2005. Skrillex é o maior vencedor da categoria com três vitórias, seguido por Daft Punk e The Chemical Brothers com duas vitórias cada um. Além disso, The Chemical Brothers possuem o maior número de indicações, tendo sido indicado por cinco vezes ao longo da história da categoria. A cantora pop Madonna foi vencedora em 2007 com o álbum Confessions on a Dance Floor, tornando-se o primeiro artista solo a vencer o prêmio. A cantora pop Beyoncé foi vencedora em 2023 com o álbum Renaissance, tornando-se a primeira mulher negra a vencer a categoria.

## Vencedores e indicados
| Ano  | Artista               | Álbum                                        | Indicados | Ref.   |
| ---- | --------------------- | -------------------------------------------- | --- | ------ |

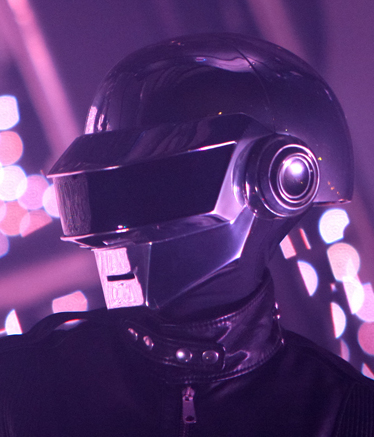
Daft Punk venceu a categoria em 2009 e 2014 pelos álbuns Alive 2007 e 'Random Access Memories, respectivamente.

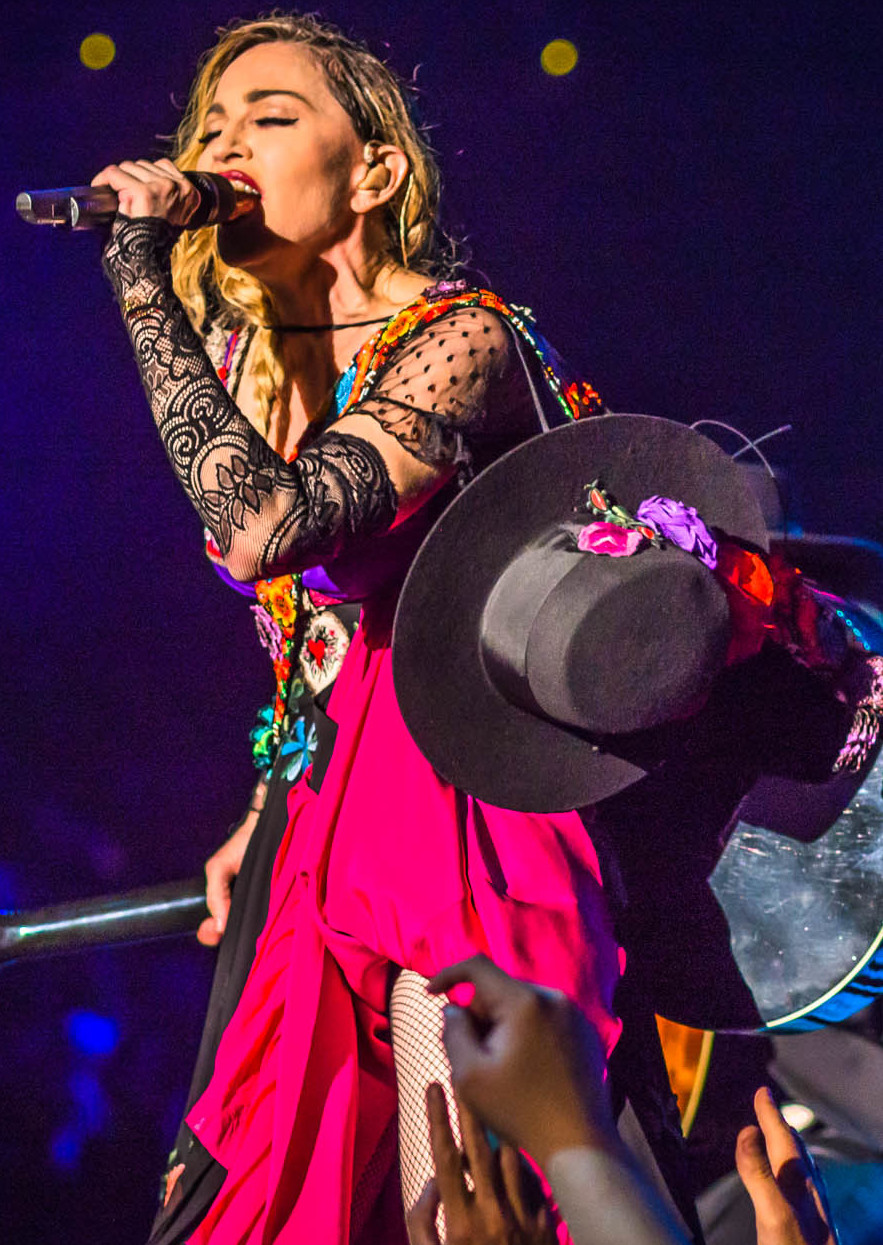
Com Confessions on a Dance Floor, Madonna tornou-se a primeira artista solo vencedora da categoria em 2007.

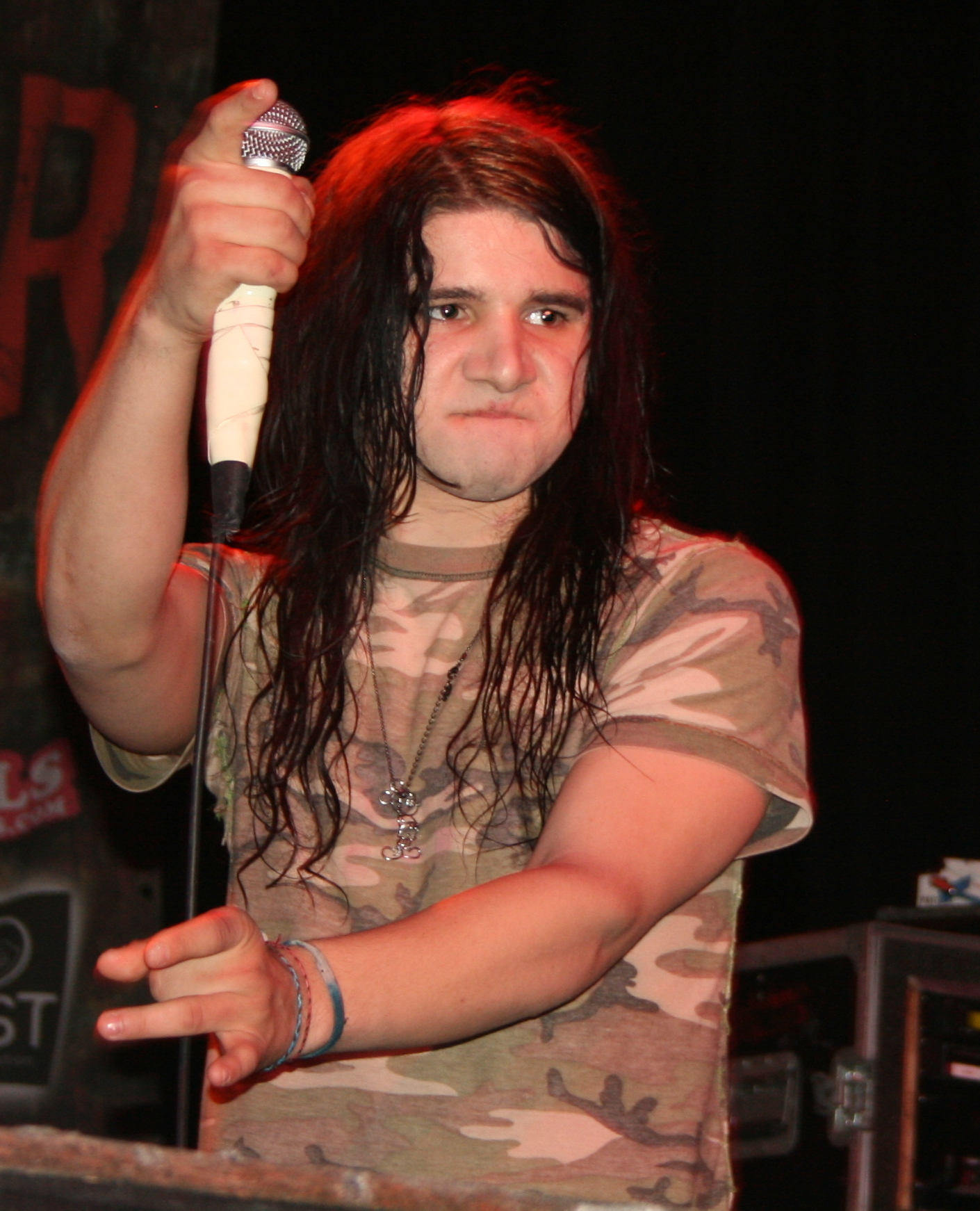
Skrillex é um dos principais nomes da categoria com 3 vitórias, sendo a mais recente em 2016 por Presents Jack Ü.

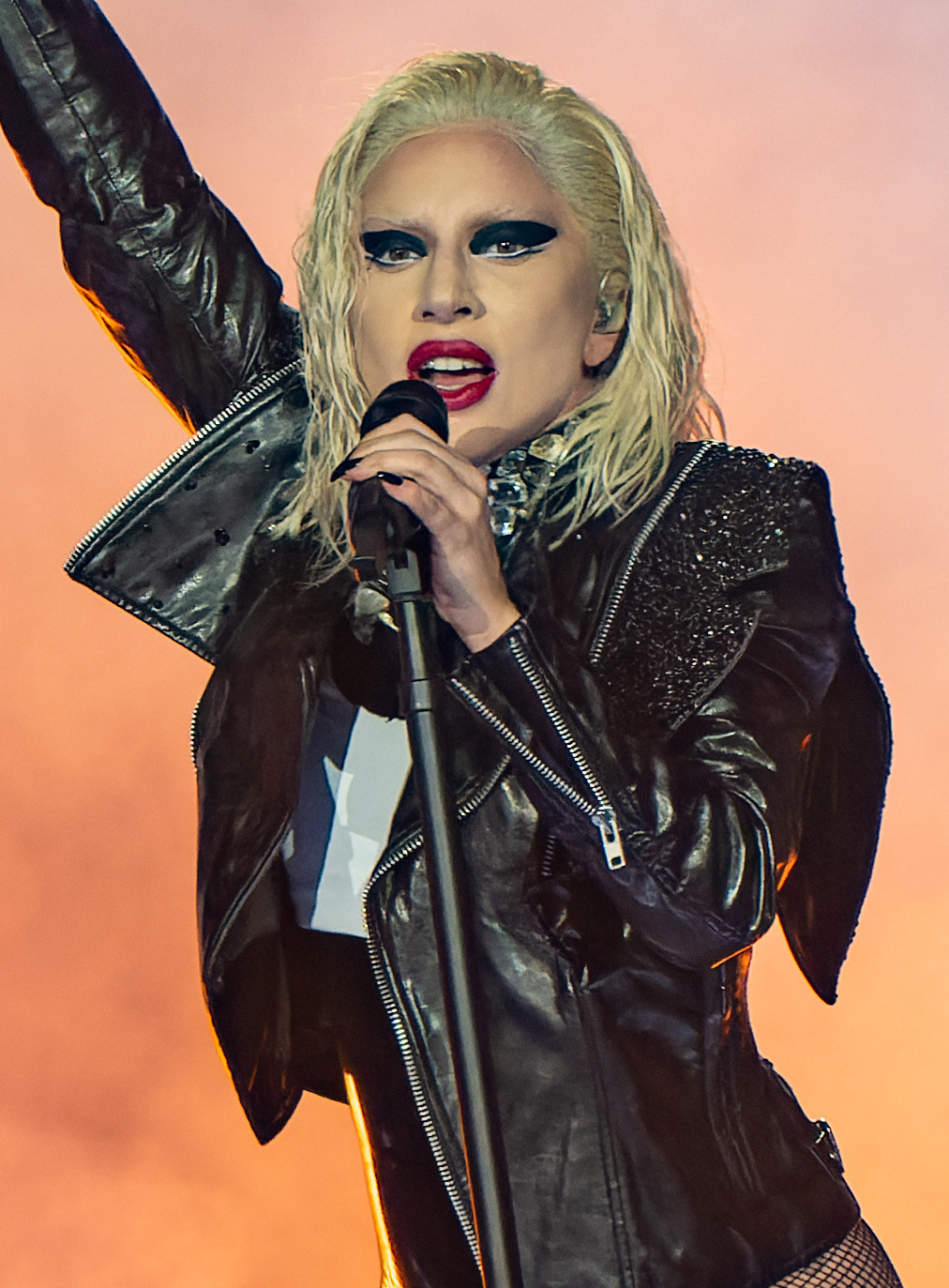
Por The Fame, Lady Gaga venceu a categoria e foi indicada à Álbum do Ano em 2010.

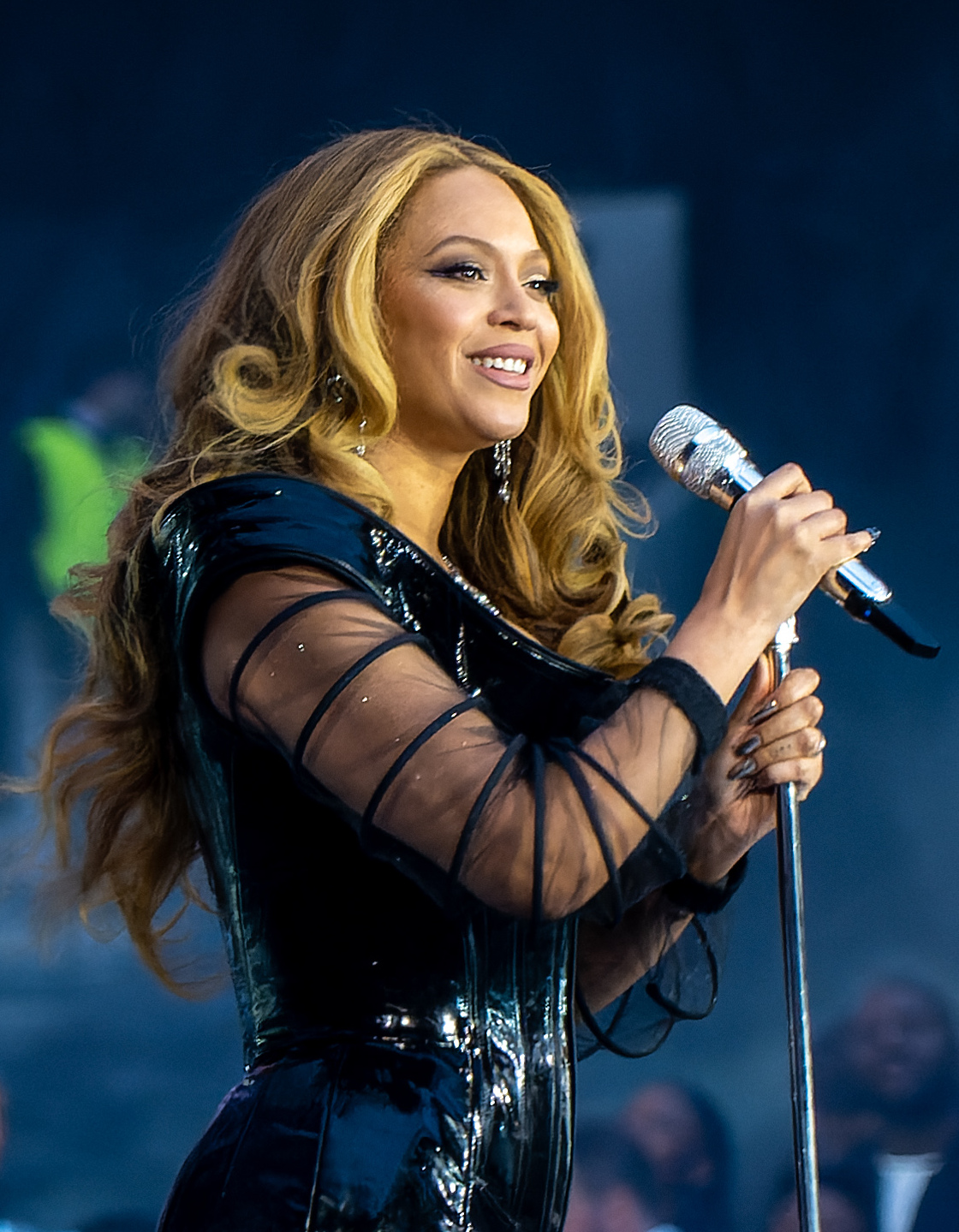
Beyoncé venceu a categoria em 2023 pelo álbum Renaissance.

| 2005 | Basement Jaxx         | Kish Kash                                    | - The Crystal Method – Legion of Boom - Paul Oakenfold – Creamfields - The Prodigy – Always Outnumbered, Never Outgunned - Paul van Dyk – Reflections                                     | [ 3 ]  |
| 2006 | The Chemical Brothers | Push the Button                              | - Daft Punk – Human After All - Fatboy Slim – Palookaville - Kraftwerk – Minimum-Maximum - LCD Soundsystem – LCD Soundsystem                                                              | [ 4 ]  |
| 2007 | Madonna               | Confessions on a Dance Floor                 | - Goldfrapp – Supernature - Paul Oakenfold – A Lively Mind - Pet Shop Boys – Fundamental - Zero 7 – The Garden                                                                            | [ 5 ]  |
| 2008 | The Chemical Brothers | We Are The Night                             | - Justice – † - LCD Soundsystem – Sound of Silver - Shiny Toy Guns – We Are Pilots - Tiësto – Elements of Life                                                                            | [ 6 ]  |
| 2009 | Daft Punk             | Alive 2007                                   | - Brazilian Girls – New York City - Cyndi Lauper – Bring Ya to the Brink - Kylie Minogue – X - Moby – Last Night - Robyn – Robyn                                                          | [ 7 ]  |
| 2010 | Lady Gaga             | The Fame                                     | - The Crystal Method – Divided by Night - David Guetta – One Love - LMFAO – Party Rock - Pet Shop Boys – Yes                                                                              | [ 8 ]  |
| 2011 | La Roux               | La Roux                                      | - BT – These Hopeful Machines - The Chemical Brothers – Further - Goldfrapp – Head First - Groove Armada – Black Light                                                                    | [ 9 ]  |
| 2012 | Skrillex              | Scary Monsters and Nice Sprites              | - Cut Copy – Zonoscope - Deadmau5 – 4x4=12 - David Guetta – Nothing but the Beat - Robyn – Body Talk Pt. 3                                                                                | [ 10 ] |
| 2013 | Skrillex              | Bangarang                                    | - Steve Aoki – Wonderland - The Chemical Brothers – Don't Think - Deadmau5 – Album Title Goes Here - Kaskade – Fire & Ice                                                                 | [ 11 ] |
| 2014 | Daft Punk             | Random Access Memories                       | - Disclosure – Settle - Calvin Harris – 18 Months - Kaskade – Atmosphere - Pretty Lights – A Color Map of the Sun                                                                         | [ 10 ] |
| 2015 | Aphex Twin            | Syro                                         | - Deadmau5 – While (1<2) - Little Dragon – Nabuma Rubberband - Röyksopp and Robyn – Do It Again - Mat Zo – Damage Control                                                                 | [ 12 ] |
| 2016 | Skrillex e Diplo      | Skrillex and Diplo Presents Jack Ü           | - Caribou – Our Love - The Chemical Brothers – Born in the Echoes - Disclosure – Caracal - Jamie xx – In Colour                                                                           |        |
| 2017 | Flume                 | Skin                                         | - Flume - Skin - Jean-Michel Jarre - Electronica 1: The Time Machine - Tycho - Epoch - Underworld - Barbara Barbara, We Face a Shining Future - Louie Vega - Louie Vega Starring...XXVIII | [ 13 ] |
| 2021 | Kaytranada            | Bubba                                        | - Arca – Kick I - Baauer – Planet's Mad - Disclosure – Energy - Madeon – Good Faith |        |
| 2022 | Black Coffee          | Subconsciously                               | - Illenium – Fallen Embers - Major Lazer – Music Is the Weapon (Reloaded) - Marshmello – Shockwave - Sylvan Esso – Free Love - Ten City – Judgement                                       |        |
| 2023 | Beyoncé               | Renaissance                                  | - Bonobo – Fragments - Diplo – Diplo - Odesza – The Last Goodbye - Rüfüs du Sol – Surrender                                                                                               |        |
| 2024 | Fred Again            | Actual Life 3 (January 1 – September 9 2022) | - James Blake – Playing Robots into Heaven - The Chemical Brothers – For That Beautiful Feeling - Kx5 – Kx5 - Skrillex – Quest for Fire                                                   |        |
| 2025 | Charli xcx            | Brat                                         | - Four Tet – Three - Justice – Hyperdrama - Kaytranada – Timeless - Zedd – Telos |        |